# ان‌جی‌سی ۶۹۱۰
ان‌جی‌سی ۶۹۱۰ (انگلیسی: NGC 6910) یک خوشه‌ای باز در صورت فلکی ماکیان است که در ۱۷ اکتبر ۱۷۸۶ توسط ویلیام هرشل کشف شد.